# Cerro Deslinde
Cerro Deslinde är ett berg i Chile.   Det ligger i provinsen Provincia de El Loa och regionen Región de Antofagasta, i den norra delen av landet, 1 300 km norr om huvudstaden Santiago de Chile. Toppen på Cerro Deslinde är 5 608 meter över havet, eller 524 meter över den omgivande terrängen. Bredden vid basen är 20,1 km.
Terrängen runt Cerro Deslinde är huvudsakligen kuperad, men västerut är den bergig. Trakten runt Cerro Deslinde är nära nog obefolkad, med mindre än två invånare per kvadratkilometer.. Det finns inga samhällen i närheten.
Trakten runt Cerro Deslinde är ofruktbar med lite eller ingen växtlighet.